# Basket-ball aux Jeux panarabes
Les Jeux panarabes de basket-ball opposent les nations arabes qui se qualifient pour les Jeux panarabes. Le basket-ball est apparu en 1953 lors de la 1re édition des Jeux panarabes.

## Tournoi masculin

### Palmarès
| Édition   | Pays hôte  |                       | Champion | Finaliste           | Médaille de bronze | Quatrième |
| --------- | ---------- | --------------------- | -------- | ------------------- | ------------------ | --------- |
| 1953      | Alexandrie | Égypte                | Syrie    | Jordanie            | Palestine          |           |
| 1957      | Beyrouth   | Liban                 | Syrie    | Tunisie             | Maroc              |           |
| 1961      | Casablanca | République arabe unie | Liban    | Maroc               | Libye              |           |
| 1965      | Le Caire   | République arabe unie | Soudan   | Syrie               | Irak               |           |
| 1976      | Damas      | ?                     | ?        | ?                   | ?                  |           |
| 1985      | Rabat      | Jordanie              | Irak     | Tunisie             | Syrie              |           |
| 1992      | Damas      | Syrie                 | Jordanie | Tunisie             | Égypte             |           |
| 1997      | Beyrouth   | Arabie saoudite       | Syrie    | Émirats arabes unis | Liban              |           |
| 1999      | Amman      | Égypte                | Jordanie | Qatar Syrie         |                    |           |
| 2004      | Alger      | Égypte                | Algérie  | Libye               | Qatar              |           |
| 2007 (en) | Le Caire   | Égypte                | Jordanie | Qatar               | Irak               |           |
| 2011 (en) | Doha       | Qatar                 | Jordanie | Égypte              | Tunisie            |           |
| 2023 (en) | (5 villes) |                       |          |                     |                    |           |

### Édition 1985
La quatrième édition du tournoi masculin s'est déroulé en août 1985 durant 7 jours entre 10 équipes participantes.
Les résultats du groupe A sont
| - Tunisie - Maroc 85-82 - Mauritanie - Ar. saoudite 94-86 - Tunisie - Mauritanie 57-54 - Maroc - Ar. saoudite 83-81 - Tunisie - Ar. saoudite 66-58 - Maroc - Mauritanie 88-94 | Le classement final du Groupe A est : 1. Tunisie 2. Mauritanie 3. Maroc 4. Arabie saoudite |

Les résultats du groupe B sont
| - Syrie - Yémen du Sud 138-48 - Somalie - Algérie 68-87 - Syrie - Algérie 98-68 - Somalie - Yémen du Sud 157-60 - Algérie - Yémen du Sud 157-61 - Syrie - Somalie 93-69 | Le classement final du Groupe B est : 1. Syrie 2. Algérie 3. Somalie 4. Yémen du Sud |

Les résultats du groupe C sont
| - Koweït - Yémen du Nord 132-27 - Irak - Liban 120-82 - Irak - Koweït 59-57 - Liban - Yémen du Nord 143-49 - Koweït - Liban 91-87 - Irak - Yémen du Nord 157-30 | Le classement final du Groupe C est : 1. Irak 2. Koweït 3. Liban 4. Yémen du Nord |

Les résultats et le classement final du groupe D sont
| - Émirats arabes unis - Jordanie 63-91 - Jordanie - Qatar 92-50 - Émirats arabes unis - Qatar 54-68 | 1. Jordanie 2. Qatar 3. Émirats arabes unis |

Les résultats de la phase finale sont :
| - demi-finales : - Jordanie bat Syrie 75-66 - Irak bat Tunisie 83-68 - Match pour la 3e place : - Tunisie bat Syrie 60-57 - Finale : - Jordanie bat Irak 80-78. | Le classement final est : - Jordanie - Irak - Tunisie |

## Tournoi féminin

### Palmarès
| Édition   | Pays hôte  |         | Champion | Finaliste      | Médaille de bronze | Quatrième |
| --------- | ---------- | ------- | -------- | -------------- | ------------------ | --------- |
| 1985      | Rabat      | Algérie | Maroc    | Syrie          | Somalie            |           |
| 1992      | Damas      | Égypte  | Tunisie  | Syrie          |                    |           |
| 1997      | Beyrouth   | Égypte  | Tunisie  | Liban          |                    |           |
| 1999      | Amman      | Tunisie | Égypte   | Jordanie Syrie |                    |           |
| 2004      | Alger      | Liban   | Tunisie  | Algérie        |                    |           |
| 2011 (en) | Doha       | Liban   | Égypte   | Jordanie       | Somalie            |           |
| 2023 (en) | (5 villes) |         |          |                |                    |           |

### Édition 1985
La première édition du tournoi féminin s'est déroulé en août 1985. 6 équipes participants disputent un mini-championnat en aller simple :
- Tunisie  - Somalie   56-72
- Syrie - Irak         61-45
- Maroc  - Algérie     45-54
- Algérie  - Syrie     59-58
- Somalie  - Irak      76-42
- Maroc  - Tunisie     57-49
- Algérie  - Irak      88-25
- Maroc  - Somalie     43-42
- Tunisie  - Syrie     59-64
- Syrie  - Somalie     62-58
- Tunisie  - Algérie   48-66
- Maroc  - Irak        70-49
- Algérie  - Somalie   45-33
- Tunisie  - Irak      79-60
- Maroc  - Syrie       58-49

Le classement général du tournoi est :
| Rang               | Équipe  | Pts | J | G | P | Pp  | Pc  | Diff |
| ------------------ | ------- | --- | - | - | - | --- | --- | ---- |
| Médaille d'or      | Algérie | 10  | 5 | 5 | 0 | 312 | 209 | 103  |
| Médaille d'argent  | Maroc   | 8   | 5 | 4 | 1 | 273 | 243 | 30   |
| Médaille de bronze | Syrie   | 6   | 5 | 3 | 2 | 294 | 279 | 15   |
| 4                  | Somalie | 4   | 5 | 2 | 3 | 281 | 248 | 33   |
| 5                  | Tunisie | 2   | 5 | 1 | 4 | 291 | 319 | -28  |
| 6                  | Irak    | 0   | 5 | 0 | 5 | 221 | 374 | -153 |

La Marocaine Leila el-Hanafi termine meilleure marqueuse avec 117 points .